# Joachim von Brandenburg

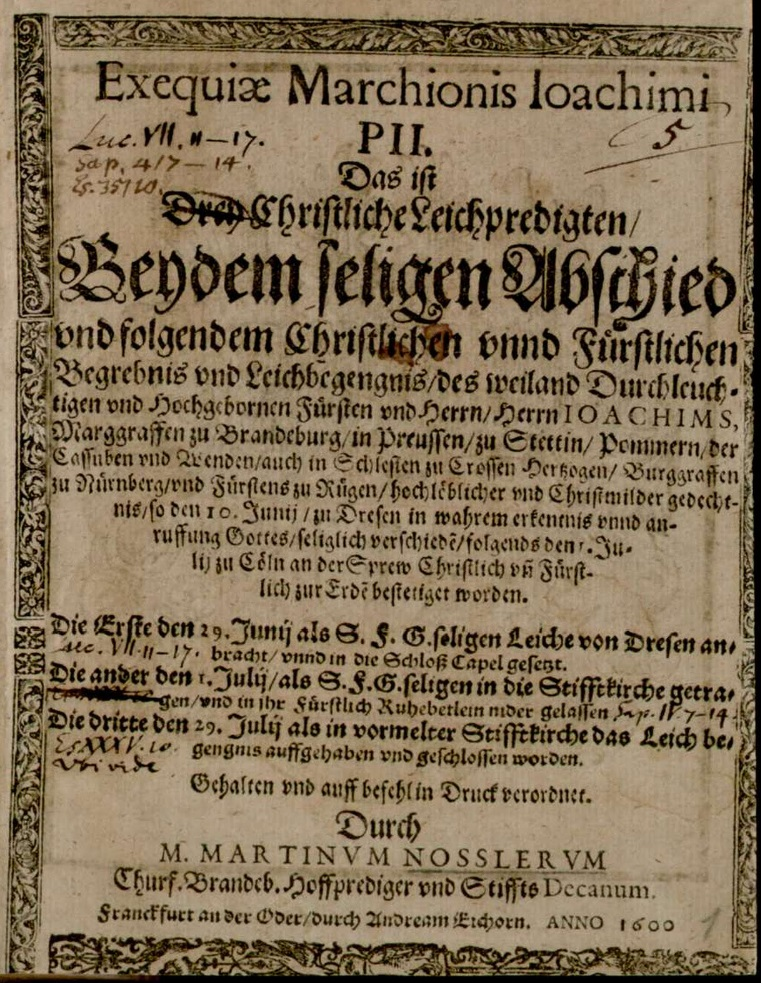
Titelseite des Drucks der drei Trauerpredigten Martin Nößlers auf Joachim von Brandenburg; die „Stifftkirche“ ist der alte Berliner Dom.

Joachim von Brandenburg (* 13. Apriljul. / 23. April 1583greg. in Halle; † 10. Junijul. / 20. Juni 1600greg. in Dresden) war Markgraf von Brandenburg. Er war Sohn des Kurfürsten Joachim Friedrich und der Kurfürstin Katharina von Brandenburg-Küstrin und Zwillingsbruder Ernsts von Brandenburg. 
Er starb 17-jährig in Dresden, als er dem dortigen Hof einen Besuch abstattete.
Am 22. Junijul. / 2. Juli 1600greg. begann die feierliche Überführung von Dresden nach Berlin, wo er am 1. Julijul. / 11. Juli 1600greg. in der Hohenzollern-Gruft im alten Berliner Dom beigesetzt wurde. Im Zuge der Errichtung des friderizianischen Doms wurde der Sarkophag 1749 mit 50 weiteren dorthin überführt.